# Judô nos Jogos Pan-Americanos de 1983
As competições de judô nos Jogos Pan-Americanos de 1983 foram realizadas em Caracas, Venezuela. Esta foi a quinta edição do esporte nos Jogos Pan-Americanos, tendo sido disputado apenas entre homens e entre mulheres.

## Medalhistas

### Masculino
| Evento           | Ouro                             | Prata                           | Bronze                                                              |
| ---------------- | -------------------------------- | ------------------------------- | ------------------------------------------------------------------- |
| Até 60 kg        | José Rodríguez Carbonell · Cuba  | Luiz Shinohara · Brasil         | Rafael González de la Vega · México · Phil Takahashi · Canadá       |
| Até 65 kg        | Gerardo Padilla Vallejo · México | Jimmy Martin · Estados Unidos   | Ricardo Tuero · Cuba · Sérgio Sano · Brasil                         |
| Até 71 kg        | Guillermo D'Nelson May · Cuba    | Luís Onmura · Brasil            | Omar Abdala · Argentina · Mike Swain · Estados Unidos               |
| Até 78 kg        | Brett Barron · Estados Unidos    | Juan Ferrer Lahera · Cuba       | Carlos Huttich · México · José Strático · Argentina                 |
| Até 86 kg        | Louis Jani · Canadá              | Robert Berland · Estados Unidos | Alejandro Strático · Argentina · Walter Carmona · Brasil            |
| Até 95 kg        | Isaac Azcuy Oliva · Cuba         | Aurélio Miguel · Brasil         | Fabián Lannutti · Argentina · Leo White · Estados Unidos            |
| +95 kg           | Mark Berger · Canadá             | Frederico Flexa · Brasil        | Jorge Fiz Castro · Cuba · Douglas Nelson · Estados Unidos           |
| Categoria aberta | Venancio Gómez · Cuba            | Fred Blaney · Canadá            | Desiderio Lebrón · República Dominicana · José Fuentes · Porto Rico |

### Feminino
| Evento           | Ouro                              | Prata                         | Bronze                                                   |
| ---------------- | --------------------------------- | ----------------------------- | -------------------------------------------------------- |
| Até 48 kg        | Darlene Anaya · Estados Unidos    | Inéz Nazareth · Brasil        | Tina Takahashi · Canadá · María Villapol · Venezuela     |
| Até 52 kg        | Mary Lewis · Estados Unidos       | Nancy Clayton · Canadá        | Solange de Almeida · Brasil · Cecilia Alacán · Cuba      |
| Até 56 kg        | AnnMaria De Mars · Estados Unidos | Natasha Hernández · Venezuela | Tânia Ishii · Brasil · Inés Dantín · Cuba                |
| Até 61 kg        | Robin Chapman · Estados Unidos    | Nereida Brito · Venezuela     | Carla Duarte · Brasil · Diane Amyot · Canadá             |
| Até 66 kg        | Christine Penick · Estados Unidos | Lorraine Methot · Canadá      | Vilma Cianelli · Chile · Carolina Aguilar · Venezuela    |
| Até 72 kg        | Allison Henry · Venezuela         | Nancy Jewitt · Canadá         | Nilda Espinosa · Cuba · Belinda Binkley · Estados Unidos |
| Acima de 72 kg   | Margaret Castro · Estados Unidos  | Regla Povea · Cuba            | Soraia André · Brasil · Sara Rilves · Canadá             |
| Categoria aberta | Heidi Bauersachs · Estados Unidos | Allison Henry · Venezuela     | Sara Rilves · Canadá · Regla Povea · Cuba                |

## Quadro de medalhas
| Posição | Nação                    |    |    |    | Total |
| ------- | ------------------------ | -- | -- | -- | ----- |
| 1       | USA Estados Unidos       | 8  | 2  | 4  | 14    |
| 2       | CUB Cuba                 | 4  | 2  | 6  | 12    |
| 3       | CAN Canadá               | 2  | 4  | 5  | 11    |
| 4       | VEN Venezuela            | 1  | 3  | 2  | 6     |
| 5       | MEX México               | 1  | 0  | 2  | 3     |
| 6       | BRA Brasil               | 0  | 5  | 6  | 1     |
| 7       | ARG Argentina            | 0  | 0  | 4  | 4     |
| 8       | CHI Chile                | 0  | 0  | 1  | 1     |
|         | PUR Porto Rico           | 0  | 0  | 1  | 1     |
|         | DOM República Dominicana | 0  | 0  | 1  | 1     |
| Total   | Total                    | 16 | 16 | 32 | 64    |